# Katholikos van India
De katholikos van India of de mafriaan (Syrisch: ܡܦܪܝܢܐ, Mafiryono) is een kerkelijke rang in de hiërarchie van de Syrisch-orthodoxe Kerk van Antiochië. Hij is het hoofd van de autonome Malankara Jacobitisch-Syrisch-Christelijke Kerk in Kerala, India, binnen het West-Syrisch patriarchaat. Volgens de Syrisch-orthodoxe traditie, is de katholikos historisch tweede in rang na de Syrisch-orthodoxe patriarch van Antiochië. De jurisdictie van de Syrisch-orthodoxe katholikos reikt uit over heel India en over de Indiërs die in diaspora leven. De huidige katholikos van India is sinds 2002 Baselius Thomas I.
De katholikos van India dient niet verward te worden met de katholikos van het Oosten. Deze laatste is katholikos van de autocefale Malankaarse Syrisch-Orthodoxe Kerk, die zich in 1912 heeft afgescheiden van het Syrisch-orthodoxe patriarchaat.

## Katholikos en mafriaan
Het woord mafriaan is afgeleid uit het Syrisch en betekent: "de vruchtbare". Oorspronkelijk was de mafriaan, binnen de Syrisch-orthodoxe Kerk, de tweede in rang na de patriarch. De titel werd enkel voorbehouden aan het hoofd van de Kerk in Perzië en gebieden buiten het Romeinse Rijk. Vanaf de 13e eeuw werden enkele "mafrianen" binnen de kerk ook betiteld als "katholikos van het Oosten" of "katholikos van Selucia", hoewel deze laatste titel nooit intensief maar vooral nooit officieel werd gebruikt. Gedurende een aantal eeuwen bleef de functiepositie van de mafriaan vacant.
In de 1964 eeuw werd het mafrianaat geherintroduceerd door patriarch Ignatius Jacob III voor de kerk in India. De leider van de autonome Kerk kreeg hierbij officieel de titel "katholikos van India", terwijl in het Syrisch de titel van mafriaan behouden bleef. Voor Syrisch-orthodoxe begrippen, hebben katholikos en mafriaan dan ook exact dezelfde betekenis.

## Lijst van katholikoi van India
Sinds de herintroductie van het katholicaat in 1964, heeft de kerk in India de volgende drie katholikoi gekend:
1. Mor Baselios Augen I (1964 - 1975);
2. Mor Baselios Paulose II (1975 - 1996);
3. Mor Baselios Thomas I (2002 - 2024).[1]